# سوئدزبورگ (آیووا)
سوئدزبورگ (به انگلیسی: Swedesburg) یک منطقهٔ مسکونی در ایالات متحده آمریکا است که در شهرستان هنری، آیووا واقع شده‌است. سوئدزبورگ ۲۲۳٫۱۲ متر بالاتر از سطح دریا قرار دارد.